# قرار مجلس الأمن التابع للأمم المتحدة رقم 1845
قرار مجلس الأمن التابع للأمم المتحدة رقم 1845 المتخذ بالإجماع في 20 نوفمبر 2008.

## القرار
اتخذ المجلس بالإجماع القرار 1845 (2008)، بموجب الفصل السابع من ميثاق الأمم المتحدة، كما أذن المجلس باستمرار وجود مقر لمنظمة حلف شمال الأطلسي (الناتو)، التي قادت قوة تحقيق الاستقرار المتعددة الجنسيات (سيفور) التي سلمت مسؤوليات حفظ السلام لقوة الاتحاد الأوروبي في عام 2004، واعترف بحق كلتا المنظمتين في اتخاذ جميع التدابير اللازمة للدفاع عن نفسيهما من الهجمات أو التهديدات.
وكرر المجلس التأكيد على أن المسؤولية الأساسية لمواصلة تنفيذ اتفاق السلام تقع على عاتق السلطات البوسنية. وجاء في القرار أن التزامهم - وخاصة التعاون الكامل مع المحكمة الدولية ليوغوسلافيا السابقة - سيحدد الرغبة المستمرة للمجتمع الدولي والجهات المانحة الرئيسية لتقديم الدعم.
وأكد المجلس أيضا دعمه الكامل للممثل السامي في رصد تنفيذ اتفاق السلام وأقر بأنه السلطة النهائية في مسرح العمليات فيما يتعلق بتفسير التنفيذ المدني للاتفاق.

## روابط خارجية
- نص القرار في undocs.org